# Schoonselhof
Il Schoonselhof è il territorio in cui si trova il cimitero parco comunale della città belga di Anversa. Si trova nei distretti di Hoboken (ingresso principale) e Wilrijk (a sud del Hollebeek).
Nel 1911, la città di Anversa acquistò, su iniziativa dell'assessore alla Cultura Frans van Kuyck, la tenuta Schoonselhof per trasformarla in cimitero. L'apertura ufficiale ebbe luogo il 1º settembre 1921. Nel 1936 venne chiuso il vecchio Kielkerkhof, e nel 1938 un gran numero di concessioni con patrimonio funerario vennero trasferite allo Schoonselhof.
L'area intorno al castello divenne area protetta paesaggisticamente nel 1943. Nel 1992 il castello e la fattoria annessa furono dichiarati monumento protetto. All’inizio di agosto 2007, il cimitero Schoonselhof venne ufficialmente censito come monumento protetto dal ministro Dirk Van Mechelen.

## Cimitero-parco
Lo Schoonselhof è stato progettato come un cimitero-parco. Vi sono ampie aree quadrate, collegate tra loro da grandi viali e separate da larghi fossati.

### Aree speciali
- Settore ebraico, con vecchie concessioni del cimitero di Kiel
- Due settori riservati alla comunità islamica
- Settori storici con importante patrimonio funerario
- Campo d'onore militare
- Campo d'onore per il clero
- Campo d'onore civile
- Prato delle ceneri, in uso dal 1972

### Cimitero militare

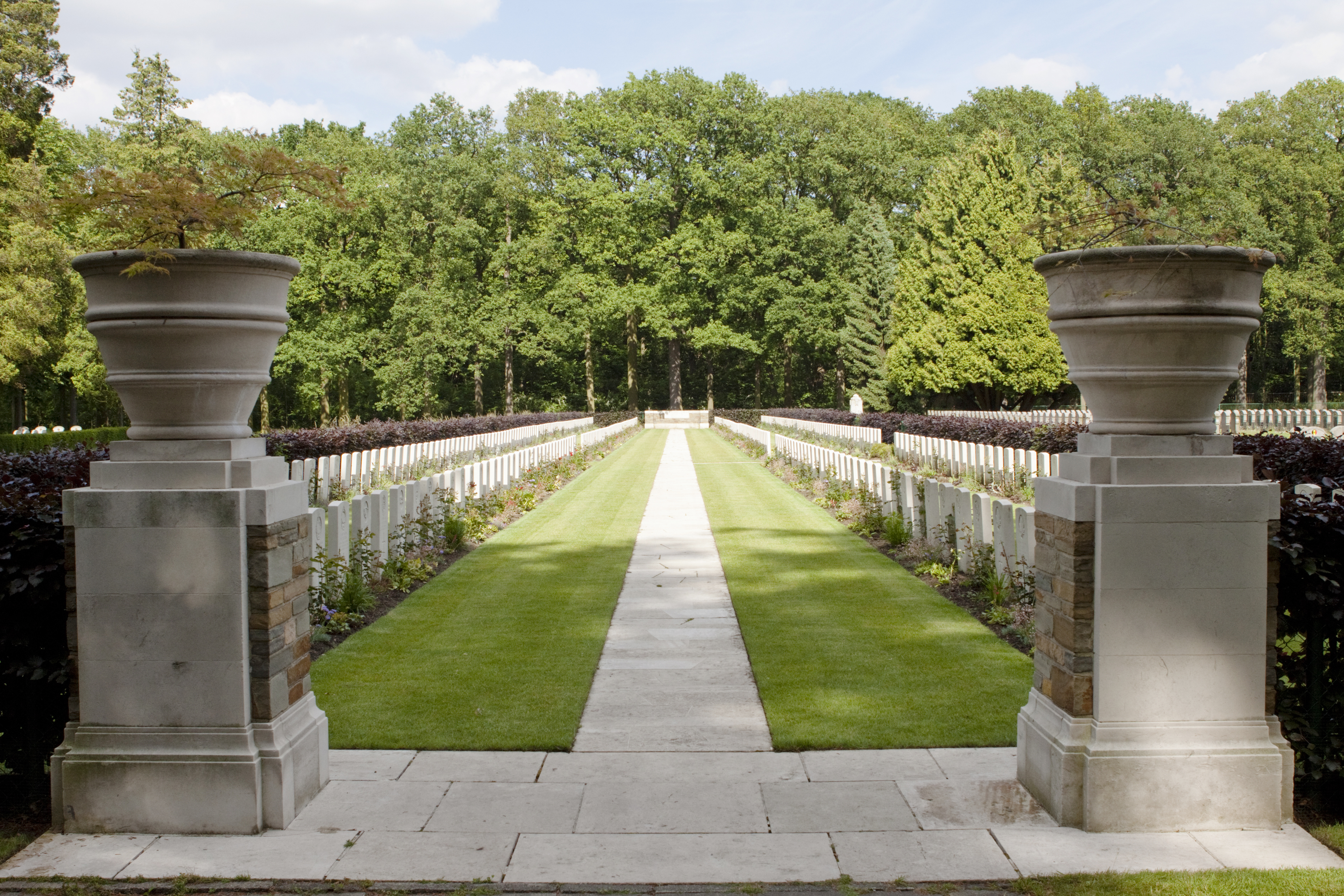
Tombe militari britanniche

Allo Schoonselhof si trovano anche cimiteri militari. Vi è un'area dedicata a un cimitero britannico (Schoonselhof Cemetery) con oltre 1.500 caduti del Commonwealth britannico, principalmente della Seconda guerra mondiale. Riposano inoltre più di 1.000 soldati belgi delle due guerre mondiali. Vi sono anche alcune decine di tombe di soldati alleati provenienti, tra gli altri, da Francia, Italia, Polonia, Portogallo e Russia. I soldati tedeschi furono trasferiti a Vladslo (Prima guerra mondiale) e a Lommel (Seconda guerra mondiale).

## Furti
Nel 2024, diversi mausolei furono danneggiati: grandi statue in bronzo furono rimosse a seguito di furti.
Ecco la traduzione in italiano del testo, mantenendo intatto il wikitesto:

## Personaggi noti sepolti
Lo Schoonselhof è conosciuto come luogo di riposo di illustri abitanti di Anversa, artisti e politici.  
thumb|Tomba monumentale di Hendrik Conscience
- Wilfried Adams (1947-2008), poeta
- Karel Albert (1901-1987), compositore
- Karel Angermille (1873-1938), autore, giornalista e politico (tomba rimossa)
- Roger Avermaete (1893-1988), autore, critico d’arte, fondatore della rivista d’avanguardia *Lumière* (1919)
- Paul Baelde (1878-1953), avvocato e politico
- Michel Bartosik (1948-2008), poeta e saggista
- Peter Benoit (1834-1901), compositore e pedagogo musicale, primo direttore del Conservatorio di Anversa
- Jean-Marie Berckmans (1953-2008), scrittore
- Rik Bettens (1933-2008), pittore
- Jan Blockx (1851-1912), compositore e docente di musica
- Mina Bolotine (1904-1973), soprano (tomba rimossa)
- Pierre Bruno Bourla (1783-1866), architetto municipale
- Mathieu Brialmont (1789-1885), militare e ministro
- Theo Brouns (1911-1946), politico VNV e leader provinciale del Limburgo durante la Seconda guerra mondiale. Condannato a morte dal tribunale militare e fucilato il 28 marzo 1946 nella prigione di Hasselt.
- August Bulcke (1831-1893), armatore
- Gaston Burssens (1896-1965), poeta
- Jan Cammans (1891-1976), attore
- Pieter Celie (1942-2015), artista
- Walter Claessens (1924-1998), attore
- Herman J. Claeys (1935-2009), scrittore
- Hendrik Conscience (1812-1883), scrittore
- Mariëtte Coppens (1931-2021), scultrice
- Edward Coremans (1835-1910), politico
- Camille Coquilhat (1853-1891), militare e colonialista
- Lode Craeybeckx (1897-1976), sindaco di Anversa
- Lea Daan (1906-1995), danzatrice, coreografa e pedagoga
- Bob Davidse (1920-2010), presentatore e cantante
- Rika De Backer (1923-2002), ministra
- Edward De Beukelaer (1843-1919), industriale
- André De Beul (1938-2011), politico
- Hendrik De Braekeleer (1840-1888), pittore
- Petrus Jozef de Caters (1769-1861), banchiere e sindaco di Berchem
- Camille de Cauwer (1865-1924), editore
- Paul de Cauwer (1900-1949), editore
- Herman De Coninck (1944-1997), poeta e critico di poesia
- Robbe De Hert (1942-2020), regista
- Constant de Kinder (1863-1943), scrittore
- François De Kinder (1897-1944), avvocato e resistente
- Aloïs De Laet (1866-1949), pittore
- Jos De Man (1933-2021), avvocato e autore
- Willem De Meyer (1899-1983), promotore della canzone fiamminga e fondatore della Festa Nazionale Fiamminga del Canto
- Albert De Vleeshouwer (1863-1913), compositore
- Paul De Vree (1909-1982), poeta e pubblicista
- Alex de Vries (1919-1964), pianista e pedagogo musicale
- Léopold de Wael (1821-1892), sindaco di Anversa
- Jan Denucé (1878-1944), storico e archivista
- Maurice Dequeecker (1905-1985), sindacalista e politico
- Henri Devos (1858-1932), imprenditore
- Bernard Dewulf (1960-2021), poeta
- Frans Dille (1909-1999), incisore
- Jules Draeyers (1919-1943), resistente
- Victor Driessens (1820-1885), attore, regista e direttore teatrale
- Edmond Duysters (1871-1953), avvocato e politico
- Willem Elsschot (1882-1960), scrittore
- Will Ferdy (1927-2022), cantante
- Berten Fermont (1911-1933), obiettore di coscienza
- Henri Fester (1849-1939), uomo d’affari e mecenate musicale
- Henry Fontaine (1857-1923), cantante e direttore dell’Opera Fiamminga
- Willy Friling (1875-1956), industriale
- John Gebruers (1898-1978), organista e carillonista
- Vic Gentils (1918-1997), scultore e pittore
- Jos Gevers (1894-1977), attore
- Marnix Gijsen (1899-1984), scrittore
- Willem Gijssels (1875-1945), poeta
- Gust Gils (1924-2002), poeta
- Jack Godderis (1916-1971), pittore
- Arthur Goemaere (1841-1902), politico e giornalista
- Ferre Grignard (1939-1982), artista plastico e cantante
- Rie Haan (1906-1984), architetto
- Wim Henderickx (1962-2022), compositore
- Joseph Hertogs (1861-1930), architetto
- Camille Huysmans (1871-1968), presidente della Camera, primo ministro e sindaco di Anversa
- Jozef Janssens de Varebeke (1854-1930), pittore
- Emile Jespers (1862-1918), scultore
- Floris Jespers (1889-1965), pittore e scultore
- Henri-Floris Jespers (1944-2017), pubblicista
- Clement Jonckheer, scultore
- Paul Joostens (1889-1960), pittore e grafico
- Jan Joris (1927-2011), baritono
- Louis Joris (1884-1962), avvocato e politico
- Jacques Kets (1785-1865), zoologo e botanico
- Willy Koninckx (1900-1954), redattore e politico
- La Esterella (1919-2011), cantante
- Hubert Lampo (1920-2006), scrittore
- Frans Lamorinière (1828-1911), pittore
- Constant Lenaerts (1852-1931), direttore d’orchestra
- Constant Leurs (1893-1973), architetto e storico dell’arte
- Hendrik Leys (1815-1869), pittore
- Armilde Lheureux (1872-1957), banchiere e mecenate
- Jozef Lies (1821-1865), pittore
- Jean Longville (1872-1947), sindacalista e politico
- Marcel Louette (1907-1978), resistente
- John Lysen (1868–1936), industriale e proprietario terriero
- Mark Macken (1913-1977), scultore
- Pol Mara (1920-1998), pittore, disegnatore e litografo
- Suzy Marleen (1920-1995), cantante
- Jozef Masure (1915-1993), sindaco di Merksem
- Florent Mielants sr. (1887-1944), ispettore capo dell’istruzione cittadina
- Léonie Mols (1843-1918), mecenate
- August Monet (1875-1958), giornalista, redattore e drammaturgo
- Franck Mortelmans (1898-1986), pittore e disegnatore a pastello
- Lodewijk Mortelmans (1868-1952), compositore
- Robert Mosuse (1970-2000), cantante e percussionista
- Jet Naessens (1915-2010), attrice
- Alice Nahon (1896-1933), infermiera e poetessa
- Jozef Nolf (1870-1933), politico
- Jef Nys (1927-2009), fumettista
- Isidore Opsomer (1878-1967), pittore
- Jacques Osterrieth (1826-1893), commerciante e mecenate
- Edouard Pécher (1885-1926), presidente di partito e ministro
- Wies Pée (1911-1990), compositore, organista e pedagogo musicale
- Mimi Peetermans (1929-2014), presentatrice
- Gust Persoons (1905-1971), direttore d’orchestra, compositore e pedagogo musicale
- Arthur Pierre (1866-1938), scultore
- Jozef Posson (1912-1986), sindacalista e politico
- Armand Preud'homme (1904-1986), compositore e organista
- Floris Prims (1882-1954), scrittore, sacerdote, canonico e archivista
- Léon Riket (1876-1938), pittore
- Gustave Roth (1909-1982), pugile (tomba rimossa)
- Marten Rudelsheim (1873-1920), fiammingante di origine ebraico-olandese (tomba rimossa)
- Hugo Schiltz (1927-2006), politico
- Marcel Schoeters (1925-2013), sindacalista e senatore
- Lode Sebregts (1906-2002), pittore
- Rik Senten (1885-1962), giornalista
- Pieter Smidt van Gelder (1878-1956), produttore di carta e collezionista d’arte
- Emilie Speth (1891-1945), politica
- Raymond Steenackers (1851-1904), imprenditore e politico
- Piet Sterckx (1925-1987), giornalista e autore teatrale
- Alexander Struys (1852-1941), pittore
- Lambert Swerts (1907-1980), giornalista
- Albert Szukalski (1945-2000), scultore e pittore
- Gabriël Theunis (1914-1972), sindaco di Merksem
- Bernard Tokkie (1867-1942), cantante lirico
- Denise Tolkowsky (1918-1991), pianista e compositrice
- Georges Tonnelier (1853-1909), imprenditore e politico
- Frans Toutenel (1903-1943), baritono
- Mark Tralbaut (1902-1976), giornalista, redattore, baritono, curatore e autore
- Jan Van Asperen (1876-1962), architetto
- Jan Van Beers (1821-1888), poeta
- Nic van Bruggen (1938-1991), poeta e pubblicista
- Frans Van Cauwelaert (1880-1961), sindaco di Anversa
- Gustave Van den Broeck (1865-1944), imprenditore e politico
- Herman Van den Reeck (1901-1920), studente, ucciso dalla polizia durante una manifestazione
- Tony Van der Heyden (1914-1966), baritono/basso
- Renier Van der Velden (1910-1993), compositore e direttore d’orchestra
- Roger van de Velde (1925-1970), scrittore
- Isidore Van Doosselaere (1858-1927), avvocato e politico
- Dirk Van Duppen (1956-2020), medico e politico
- Marc Van Eeghem (1960-2017), attore
- Leopold Van Esbroeck (1911-2010), scultore e pittore
- Nicole Van Goethem (1941-2000), disegnatrice, caricaturista e animatrice
- Robert Van Helvert (1909-1972), baritono
- Hélène Van Herck (1908-1993), attrice
- Berthe Van Hyfte (1921-2015), soprano
- Bert Van Kerkhoven (1906-1984), giornalista e direttore teatrale
- Frans Van Kuyck (1852-1915), pittore e assessore di Anversa
- Jozef Van Lerius (1823-1876), pittore
- Paul van Ostaijen (1896-1928), poeta
- Marleen Van Ouytsel (1961-2014), politica
- Jozef van Poppel (1912-1948), violinista, direttore d’orchestra e pedagogo musicale
- Berthe van Regemorter (1879-1964), rilegatrice di libri
- Edouard van Regemorter (1849-1934), direttore scolastico e politico
- Jan Van Rijswijck (1853-1906), sindaco di Anversa
- François van Rysselberghe (1846-1893), scienziato
- Cara van Wersch (1913-2000), attrice
- Walther Vanbeselaere (1908-1988), curatore
- Guy Vandenbranden (1926-2014), pittore
- Maurits Veremans (1904-1964), direttore d’orchestra e compositore (tomba rimossa)
- Karel Verlat (1824-1890), pittore
- Jef Vermeiren (1904-1999), compositore
- Ferdinand Verschaeve (1876-1914), pioniere dell’aviazione
- Theodoor Verstraete (1850-1907), pittore
- René Victor (1897-1984), avvocato, giurista e politico
- Emile Vloors (1871-1952), pittore
- Jules Bernard von der Becke (1825-1895), imprenditore e politico
- Gerard Walschap (1898-1990), scrittore
- Emile Wambach (1854-1924), compositore, direttore d’orchestra e pedagogo musicale
- Jean-Jacques Winders (1849-1936), architetto
- Mike Zinzen (1932-2013), musicista